# José Pedraza (boxeador)
José Pedraza González (Caguas, Puerto Rico, 8 de mayo de 1989) es un boxeador puertorriqueño. Es el excampeón del peso ligero de la WBO.

## Carrera profesional

### Campeón superpluma de la IBF
El 13 de junio de 2015, Pedraza ganó el campeonato mundial vacante de peso superpluma de la Federación Internacional de Boxeo al derrotar al ruso Andrey Klimov por decisión unánime. Pedraza defendió con éxito su campeonato dos veces, contra Edner Cherry y Stephen Smith.

### Campeón ligero de la WBO
El 30 de octubre de 2017, se anunció que Pedraza ahora estaba siendo administrado por Victory Sports. También se anunció que Pedraza pelearía ahora en la división de peso ligero. El 2 de marzo, Top Rank anunció que había firmado a Pedraza para un acuerdo promocional de múltiples peleas.
El 17 de marzo, Pedraza hizo su debut en el peso ligero y Top Rank en el Hulu Theatre de Madison Square Garden ganando a José Luis Rodríguez.
El 25 de agosto de 2018, Pedraza derrotó a Raymundo Beltrán por decisión unánime y ganó el título de peso ligero de la WBO.

## Récord profesional
| 29 Ganadas (14 KOs), 3 Derrotas |        |                       |      |              |            |                                                         |                                                                                  |
| Res.                            | Récord | Oponente              | Tipo | Rd., Tiempo  | Datos      | Localidad                                               | Notas                                                                            |
| G                               | 29–3   | Julian Rodriguez      | RTD  | 8 (10), 3:00 | 2021-06-12 | Virgin Hotels Las Vegas, Paradise, Nevada               |                                                                                  |
| G                               | 28–3   | Javier Molina         | UD   | 10           | 2020-09-19 | MGM Grand Conference Center, Paradise, Nevada           |                                                                                  |
| G                               | 27–3   | Mikkel LesPierre      | UD   | 10           | 2020-07-02 | MGM Grand Conference Center, Paradise, Nevada           |                                                                                  |
| D                               | 26–3   | Jose Zepeda           | UD   | 10           | 2019-09-14 | T-Mobile Arena, Las Vegas                               |                                                                                  |
| G                               | 26–2   | Antonio Lozada Jr.    | TKO  | 9 (10), 2:34 | 2019-05-25 | Osceola Heritage Park, Kissimmee, Florida               | Gana el título vacante WBO Latino del peso ligero                                |
| D                               | 25–2   | Vasyl Lomachenko      | UD   | 12           | 2018-12-08 | Hulu Theater, Nueva York, Nueva York                    | Pierde el título de la WBO ligero; Por los títulos WBA (Super) y The Ring ligero |
| G                               | 25–1   | Ray Beltrán           | UD   | 12           | 2018-08-25 | Gila River Arena, Glendale, Arizona                     | Gana el título mundial de la WBO ligero                                          |
| G                               | 24–1   | Antonio Morán         | UD   | 10           | 2018-06-09 | MGM Grand Garden Arena, Paradise, Nevada                | Won WBO Latino Lightweight title                                                 |
| G                               | 23–1   | José Luis Rodríguez   | UD   | 8            | 2018-03-17 | Madison Square Garden Theater, Nueva York, Nueva York   |                                                                                  |
| D                               | 22–1   | Gervonta Davis        | TKO  | 7 (12), 2:36 | 2017-01-14 | Barclays Center, New York City, Nueva York              | Pierde el título de la IBF superpluma                                            |
| G                               | 22–0   | Stephen Smith         | UD   | 12           | 2016-04-16 | Foxwoods Resort, Mashantucket, Connecticut              | Retiene el título de la IBF superpluma                                           |
| G                               | 21–0   | Edner Cherry          | SD   | 12           | 2015-10-03 | Ohio, Cincinnati                                        | Retiene el título de la IBF superpluma                                           |
| G                               | 20–0   | Andrey Klimov         | UD   | 12           | 2015-06-13 | Bartow Arena, Birmingham, Alabama                       | Gana el título vacante IBF superpluma                                            |
| G                               | 19–0   | Michael Farenas       | UD   | 12           | 2014-11-14 | Coliseo Roberto Clemente, San Juan, Puerto Rico         |                                                                                  |
| G                               | 18–0   | Juan Carlos Martínez  | RTD  | 6 (10), 3:00 | 2014-08-15 | Chumash Casino, Santa Ynez, California, Estados Unidos  |                                                                                  |
| G                               | 17–0   | Arturo Uruzquieta     | TKO  | 1 (6), 2:19  | 2014-06-07 | Madison Square Garden, New York, New York               |                                                                                  |
| G                               | 16–0   | Alberto Garza         | UD   | 12           | 2014-03-22 | Morongo Casino Resort & Spa, Cabazon, California        | Gana el título de la IBO superpluma                                              |
| G                               | 15–0   | Alejandro Rodríguez   | KO   | 3 (10), 0:48 | 2013-10-26 | Estadio Jesús M. Freire, Cidra, Puerto Rico             |                                                                                  |
| G                               | 14–0   | Gabriel Tolmajyan     | UD   | 10           | 2013-08-09 | Morongo Casino Resort & Spa, Cabazon, California        |                                                                                  |
| G                               | 13–0   | Sergio Villanueva     | TKO  | 7 (10), 2:59 | 2013-06-08 | Bell Centre, Montreal, Quebec, Canadá                   |                                                                                  |
| G                               | 12–0   | Gerardo Zayas         | TKO  | 1 (8)        | 2013-02-23 | Auditorio Juan Pachín Vicéns, Ponce, Puerto Rico        |                                                                                  |
| G                               | 11–0   | Tevin Farmer          | TKO  | 8 (8), 0:47  | 2012-10-12 | Ameristar Casino, Saint Charles, Misuri                 |                                                                                  |
| G                               | 10–0   | Jose Valderrama       | UD   | 8            | 2012-08-31 | Guillermo Angulo Coliseum, Carolina, Puerto Rico        |                                                                                  |
| G                               | 9–0    | Carlos Claudio        | UD   | 8            | 2012-06-15 | Mario 'Quijote' Morales Coliseum, Guaynabo, Puerto Rico |                                                                                  |
| G                               | 8–0    | Gil Garcia            | UD   | 8            | 2012-04-27 | Buffalo Run Casino, Miami, Oklahoma                     |                                                                                  |
| G                               | 7–0    | Anthony Woods         | TKO  | 4 (8), 2:30  | 2012-02-24 | Salvador Dijols Coliseum, Ponce, Puerto Rico            |                                                                                  |
| G                               | 6–0    | Herbert Quartey       | TKO  | 5 (8), 1:20  | 2011-12-30 | Morongo Casino Resort & Spa, Cabazon, California        | Gana el título vacante WBC Youth superpluma.                                     |
| G                               | 5–0    | John Wampash          | KO   | 4 (6), 2:11  | 2011-11-11 | Cohen Stadium, El Paso, Texas                           |                                                                                  |
| G                               | 4–0    | Pedro Antonio Salcedo | UD   | 6            | 2011-08-19 | Auditorio Juan Pachín Vicéns, Ponce, Puerto Rico        |                                                                                  |
| G                               | 3–0    | Tomi Archambault      | TKO  | 1 (4), 2:21  | 2011-06-10 | Roseland Ballroom, New York, New York                   |                                                                                  |
| G                               | 2–0    | Corben Page           | TKO  | 1 (4), 2:25  | 2011-03-29 | BB King Blues Club & Grill, Nueva York                  |                                                                                  |
| G                               | 1–0    | Felix Rivera          | TKO  | 1 (4), 1:25  | 2011-03-29 | Auditorio Juan Pachín Vicéns, Ponce, Puerto Rico        | Debut.                                                                           |